# NGC 4833
NGC 4833 is een bolvormige sterrenhoop in het sterrenbeeld Vlieg. Het hemelobject ligt ongeveer 19.000 lichtjaar van de Aarde verwijderd en werd in 1751 ontdekt door de Franse astronoom Nicolas Louis de Lacaille.
NGC 4833 bevindt zich twee derden van een graad ten westnoordwesten van de ster delta Muscae.

## Synoniemen
- GCL 21
- ESO 65-SC4